# مالی اسمیتن -داون
مالی اسمیتن -داون (به انگلیسی: Molly Smitten-Downes) (زاده ۲ آوریل ۱۹۸۷) خواننده انگلیسی است.
او در مسابقه آواز یوروویژن ۲۰۱۴ نماینده بریتانیا بود.